# Moldva (folyó, Csehország)
A Moldva (csehül Vltava) Csehország egyik legfontosabb, egyben leghosszabb, nemzetinek számító folyója. Az ország déli részén, a Šumavában eredő, 430 km hosszú folyó Český Krumlov, České Budějovice és Prága érintésével halad észak felé, majd Mělníknél ömlik az Elbába. A két folyó összefolyásánál a Moldva vízhozama nagyobb az Elbáénál, a folyó geográfiai jellegzetességei miatt azonban az alsó szakasz az Elba nevet viseli.
2002 augusztusában a folyó történetének egyik legnagyobb árvize következményeként több part menti város, köztük Prága és Český Krumlov is részben víz alá került. A prágai metróhálózatot is elárasztó árhullámnak 7 halálos áldozata volt.

## Érdekességek
Bedřich Smetana Má vlast (Szülőföldem) című művének második, világszerte ismert része a folyó nevét viseli, zenében örökítve meg annak folyását.

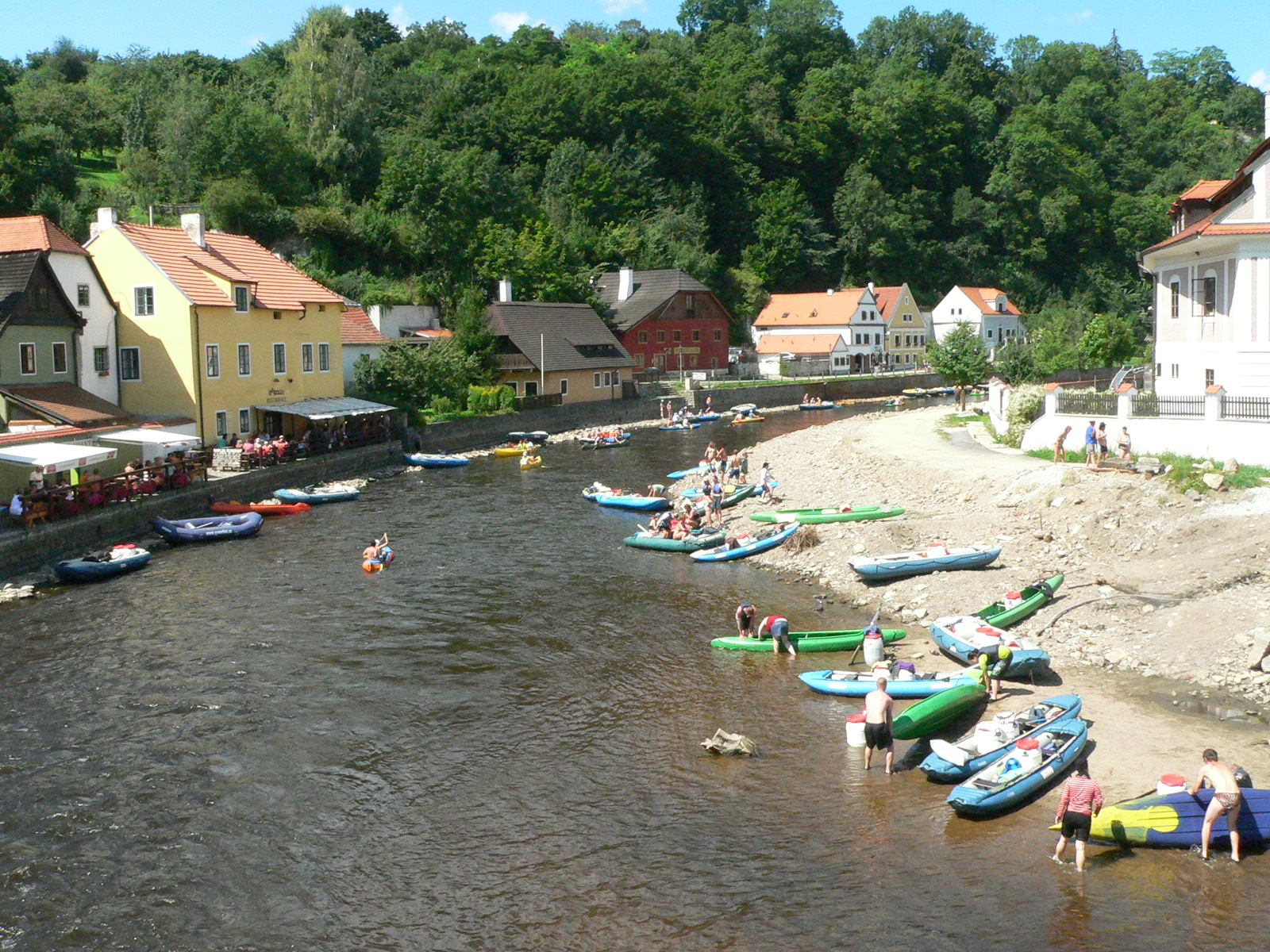
A Moldva Český Krumlovnál…
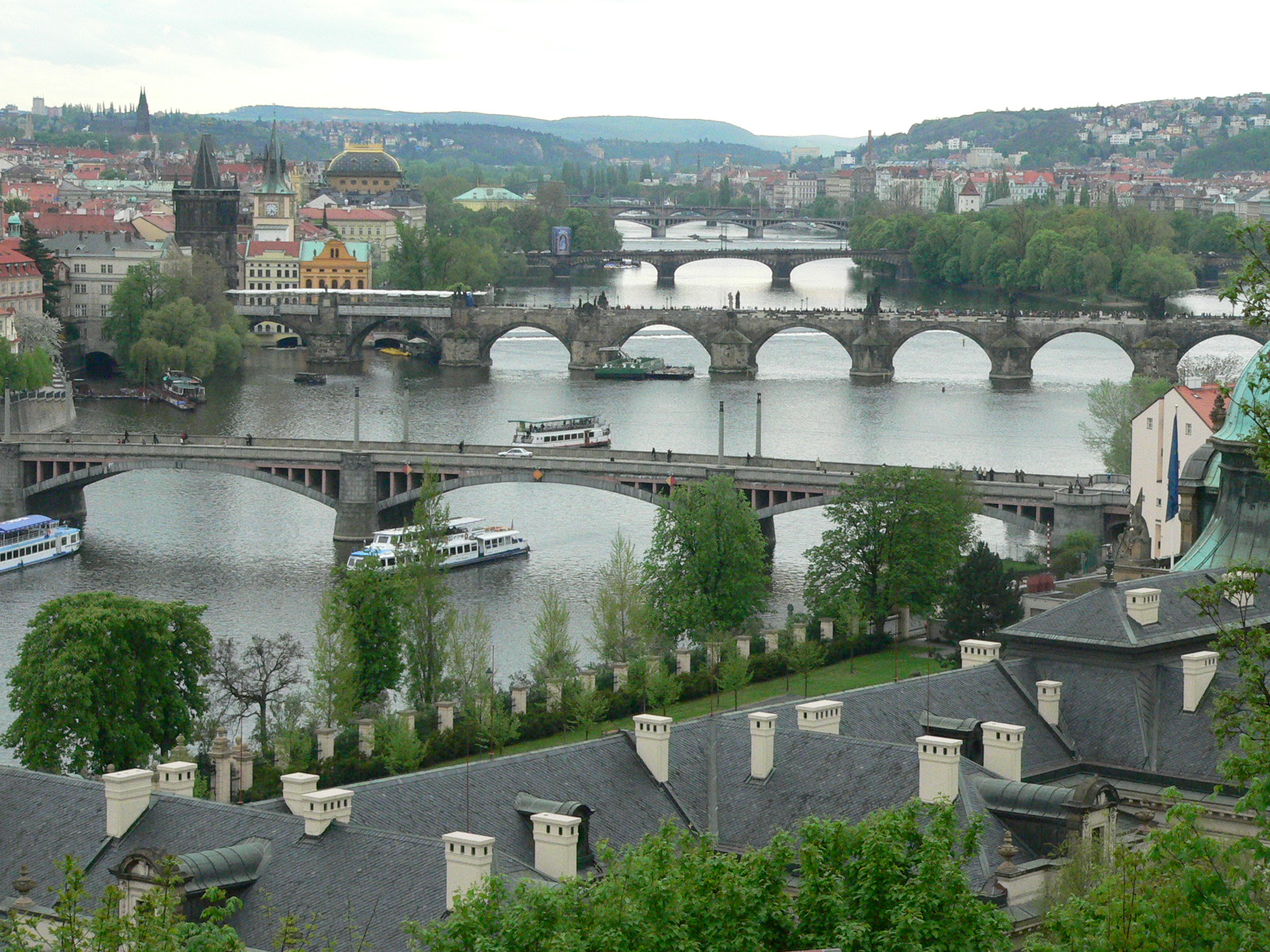
…és Prágánál